# Puerto de Tokio
El Puerto de Tokio es uno de los puertos más grandes de Japón y de la cuenca del Océano Pacífico con una capacidad de tráfico anual de alrededor de 100 millones de toneladas de carga y 4.500.000 de TEU.
El puerto también es una importante fuente de empleo en el área con más de 30.000 empleados que proporcionan servicios a más de 32.000 barcos cada día.

## Estadísticas
En 2007, el puerto de Tokio manejó 90.810.000 toneladas de carga y 3.696.000 de TEU convirtiéndolo en uno de los puertos de carga más concurridos de Japón y uno de los mayores puertos de contenedores del país
| Año                                       | 2004       | 2005       | 2006       |
| ----------------------------------------- | ---------- | ---------- | ---------- |
| Embarcaciones (número)                    | 32.633     | 32.180     | 31.653     |
| Comercio exterior (en trillones de yenes) | 9,9        | 10,8       | 12         |
| Contenedores (TEU)                        | 3.358.000  | 3.598.000  | 3.696.000  |
| Contenedores*                             | 42.972.000 | 43.281.000 | 42.987.000 |
| Otra carga*                               | 48.455.000 | 48.751.000 | 47.824.000 |
| Total*                                    | 91.427.000 | 92.032.000 | 90.811.000 |

* cifras en toneladas